# Тужинка
Тужинка (рос. Тужинка) — селище Єравнинського району, Бурятії Росії. Входить до складу Сільського поселення Тужинкинське.
Населення — 543 особи (2015 рік).